# Augustin Navrátil
Augustin Navrátil (22. prosince 1928 Lutopecny – 2. května 2003 Kroměříž) byl soukromě hospodařící rolník, lidovecký politik a katolický aktivista, jedna z čelných postav českého katolického disentu za komunistického režimu.

## Život

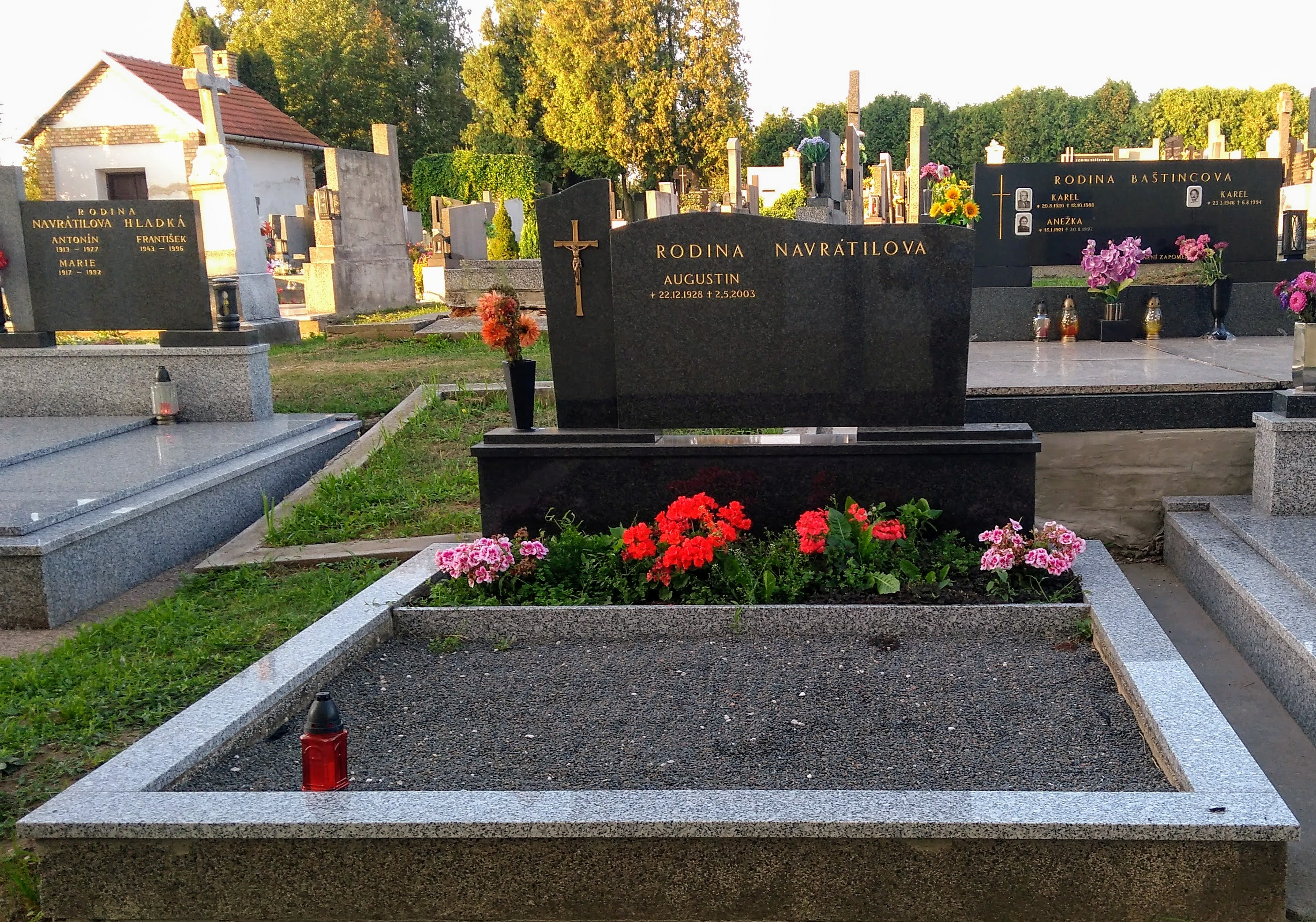
Náhrobek na hřbitově v Hradisku

Pocházel z rolnické katolické rodiny a jako nejstarší syn dostal po předcích jméno Augustin. Vyučil se stolařem a jako stolař se živil až do roku 1956. V roce 1955 se oženil s Augustinou Bazalkovou. Krátce pracoval v lisovně kroměřížského podniku PAL-Magneton, odkud byl kvůli svým politickým názorům a kvůli tomu, že nesouhlasil se začleněním pozemků rodiny do místního JZD, 10. září 1957 propuštěn. Další práci našel u ČSD. Pracoval jako staniční dělník, posunovač a hradlař. Železničářem byl až do odchodu do penze. Při svém zaměstnání pečoval o hospodářství a velkou rodinu – se ženou Augustinou měli devět vlastních dětí.
Protože nezískal vysokoškolské vzdělání (rodina nemohla podporovat děti na studiích), vzdělával se samostudiem. Studoval filosofické, náboženské, historické, politické a právní spisy.
Vědom si svých práv, důsledně (a marně) požadoval dodržování zákonů státní mocí. Zemřel v roce 2003, je pohřben na hřbitově v Hradisku.

## Potížistou
Patřil k několika málo v ČSSR soukromě hospodařícím rolníkům, tedy k těm, kteří dlouhodobě vzdorovali komunistické kolektivizaci v zemědělství. Hrál důležitou roli při vydávání katolického samizdatu. V roce 1977 se stal signatářem Charty 77, kterou začal také šířit. Dále sepsal tzv. Kroměřížskou petici, v níž vyzýval státní orgány, aby dodržovaly náboženskou svobodu. Spolu s kroměřížským kostelníkem od sv. Mořice Janem Pavlíčkem se mu podařilo získat 700 podpisů. Za šíření této petice byl Navrátil v červenci 1978 poslán do psychiatrické léčebny, Jan Pavlíček byl odsouzen na osm měsíců žaláře nepodmíněně. V roce 1988 Navrátil inicioval další petici (celkově třetí, kterou šířil), která se stala nejmasovější akcí manifestujících odpor proti komunistickému režimu: petici Podněty katolíků k řešení situace věřících občanů, v níž vznesl požadavky na respektování práv věřících občanů a náboženské svobody. Podepsalo ji 501 590 lidí. Za svůj ostrý protikomunistický a protitotalitní postoj byl dlouhodobě terorizován státní mocí, především za pomoci zneužití psychiatrie. Byla mu diagnostikována paranoia kverulans a následně soudem omezena jeho právní způsobilost. Byl internován ve vazbě a psychiatrické léčebně. V roce 1980 byla podána žádost o navrácení právní způsobilosti, která mu byla navrácena 4. března 1983.
Při své internaci v psychiatrické léčebně se setkal i s dalšími případy zneužívání psychiatrie, na které později upozorňoval. V roce 1988 se konala demonstrace - shromáždění za propuštění Augustina Navrátila z psychiatrické léčebny.

## Politická orientace
V roce 1946 vstoupil do ČSL. Za komunistického režimu organizoval k velké nelibosti prokomunistického vedení četné protikomunistické lidovecké akce, takže nakonec byl ze strany vyloučen, z čehož vinil především Josefa Bartončíka, proti němuž se po polistopadovém návratu do strany tvrdě vymezoval. V první polovině 90. let působil ve vyšších stranických funkcích v řadách KDU-ČSL, v druhé polovině 90. let pak ve straně Pravý Blok.
Redigoval časopis Křesťanské obzory.

## Ocenění
V roce 2015 mu byla udělena Cena Václava Bendy (in memoriam).